# Luutzen de Vries
Luitzen Walles (Luutzen) de Vries (Kortezwaag (grietenij Opsterland, Frl.), 7 september 1849 – Utrecht, 2 mei 1928) was een Nederlands politicus.
De Vries was een Friese antirevolutionair die eind negentiende eeuw Tweede Kamerlid en begin twintigste eeuw Eerste Kamerlid was. Hij was landbouwer en in de gemeente Barradeel eerst wethouder en daarna burgemeester. Hij werd als antirevolutionair in Schoterland in 1888 door Domela Nieuwenhuis verslagen, maar enige tijd later in het district Bergum alsnog gekozen. Later was De Vries actief in de Bond van Friese christelijk-historischen en hij werd in 1922 Eerste Kamerlid voor de CHU. Hij was een lokale grootheid, die vooral als streekafgevaardigde optrad.
- Biografisch Portaal: 48678347
- Parlement.com: vg09llcdrbx8